# 가비야
가비야, 가비에타, 가베타 (Gabija, Gabieta, Gabeta)는 리투아니아의 여신으로 가정과 가족의 보호자이다. 가비야의 이름은 gaubti (보호) 또는 카타니아의 아가타 (러시아어 : Гафия, Gafiya)에서 파생되었다. 가비야는 기독교 신학자 얀 워시스키가 1615년 출판한 우상 숭배에 관한 논문에서 리투아니아 신들의 목록에 언급되어있다. 그녀는 리투아니아 전통 문화에서 발견된다.
가비야는 고양이, 황새 또는 수탉의 동물 모습을 본딴 모습이나 빨간색 옷을 입은 여자로 표현된다. 가비야의 모습을 한 형태는 신의 대리자로 살아있는 생물처럼 보살펴졌다. 사람들은 빵과 소금을 제공함으로써 가비야에게 먹이를 준다. 화재는 잠자리에 드러내야했다. (여성들은 매일 저녁 화재로 목탄을 숯으로 덮어 화재가 생기지 않도록 했다.) 가비야가 집안의 보호자였던 것처럼, 가정의 어머니는 불의 보호자였다. 때때로 가비야가 자신을 씻을 수 있도록 때로는 깨끗한 물 한 그릇을 난로 근처에 두기도 했다. 가비야가 자신에게 소홀했다는 사실에 분노하면 집을 태워 버리기 때문이다. 그래서 리투아니아의 풍속 작품들에서 침을 뱉거나, 소변을 누는 행위 등을 통해 가비야를 불쾌하게 만들어 불행해진 사람들의 이야기를 자주 볼 수 있다.
마트카 가비야 (Matka Gabia)는 가정과 난로, 보호의 수호하는 폴란드의 여신이다. Gabia는 Gabija에서 유래했을 가능성이 크다

## 같이 보기
- 발트 신화의 인물 목록